# Yao Xinxin
Yao Xinxin (姚新欣S, Yao XinxinP; Cina, 20 ottobre 2003) è una tennista cinese.

## Carriera
Yao Xinxin ha vinto 2 titoli in singolare e 6 titoli in doppio nel circuito ITF in carriera. Il 13 gennaio 2025 ha raggiunto il best ranking in singolare raggiungendo la 205ª posizione mondiale, mentre il 10 febbraio 2025 ha raggiunto la 444ª posizione in doppio.

### 2023-2024: Debutto nel WTA Tour e prima vittoria
Ha fatto il suo debutto nel circuito maggiore al Ningbo Open 2023, grazie ad una wildcard per le qualificazioni, sconfitta nel primo turno dalla connazionale Bai Zhuoxuan.
Nel 2024, fa la sua prima apparizione in un tabellone principale durante il WTA 1000 di Pechino, dove esce sconfitta al primo turno dalla spagnola Cristina Bucșa. Dopo aver fallito le qualificazioni nel torneo di Ningbo, Yao ritorna a disputare un incontro di un main draw al torneo di Jiujiang, dove viene ripescata come lucky loser in seguito al ritiro di Olga Danilović. Ottiene la sua prima vittoria nel circuito maggiore sconfiggendo al primo ostacolo la qualificata Liu Fangzhou, mentre al turno successivo cede alla prima testa di serie Marie Bouzková in due set.

### 2025: Prima partecipazione Slam
Nel mese di gennaio, si aggiudica il secondo titolo ITF nel W75 di Nonthaburi, il più importante della sua carriera, sconfiggendo in finale la connazionale Zheng Wushuang, risultato che le permette di scalare ben 56 posizioni nella classifica e di raggiungere il best ranking al numero 205 il 13 gennaio.
Partecipa al suo primo major della carriera agli Open di Francia 2025, disputando le qualificazioni, venendo severamente sconfitta dalla ex numero 4 del mondo e campionessa Slam Bianca Andreescu con un doppio bagel (doppio 0-6).

## Statistiche ITF

### Singolare

#### Vittorie (2)
| Torneo $100.000 (0) |
| Torneo $80.000 (0)  |
| Torneo $60.000 (1)  |
| Torneo $40.000 (0)  |
| Torneo $25.000 (0)  |
| Torneo $15.000 (1)  |

| N. | Data            | Torneo                                             | Superficie | Avversaria in finale | Punteggio |
| 1. | 18 giugno 2023  | Women's Tianjin, Tientsin                          | Cemento    | Yang Yidi            | 6-3, 7-5  |
| 2. | 12 gennaio 2025 | ITF World Tennis Tour Presented by SAT, Nonthaburi | Cemento    | Zheng Wushuang       | 6-4, 6-0  |

#### Sconfitte (11)
| Torneo $100.000 (0) |
| Torneo $80.000 (0)  |
| Torneo $60.000 (1)  |
| Torneo $40.000 (1)  |
| Torneo $25.000 (2)  |
| Torneo $15.000 (7)  |

| N.  | Data              | Torneo                                              | Superficie | Avversaria in finale  | Punteggio        |
| 1.  | 22 maggio 2022    | Magic Tours, Monastir                               | Cemento    | Ayumi Morita          | 6(4)-7, 5–7      |
| 2.  | 12 giugno 2022    | Magic Tours, Monastir                               | Cemento    | Francesca Curmi       | 2-6, 4–6         |
| 3.  | 10 luglio 2022    | Magic Tours, Monastir                               | Cemento    | Yasmine Mansouri      | 2-6, 4-6         |
| 4.  | 7 agosto 2022     | Magic Tours, Monastir                               | Cemento    | Wei Sijia             | 6–4, 6(3)-7, 4–6 |
| 5.  | 2 ottobre 2022    | Magic Tours, Monastir                               | Cemento    | Wei Sijia             | 3-6, 2-6         |
| 6.  | 30 ottobre 2022   | Magic Tours, Monastir                               | Cemento    | Manon Léonard         | 6(5)-7, 3–6      |
| 7.  | 25 febbraio 2024  | Thailand ITF World Tennis Tour, Nakhon Si Thammarat | Cemento    | Saki Imamura          | 6(7)-7, 5-7      |
| 8.  | 12 maggio 2024    | Jin'an Open, Lu'an                                  | Cemento    | Wang Meiling          | 5-7, 2-6         |
| 9.  | 23 giugno 2024    | Luzhou Open, Luzhou                                 | Cemento    | Anastasija Zolotareva | 2-6, 4-6         |
| 10. | 7 luglio 2024     | ITF World Tennis Tour Women's Hong Kong, Hong Kong  | Cemento    | Eudice Chong          | 3-6, 3-6         |
| 11. | 1º settembre 2024 | Jinan Open, Jinan                                   | Cemento    | Zheng Wushuang        | 2-6, 2-6         |

### Doppio

#### Vittorie (6)
| Torneo $100.000 (0) |
| Torneo $80.000 (0)  |
| Torneo $60.000 (1)  |
| Torneo $40.000 (1)  |
| Torneo $25.000 (0)  |
| Torneo $15.000 (6)  |

| N. | Data             | Torneo                      | Superficie | Compagna     | Avversaria in finale                  | Punteggio        |
| 1. | 13 novembre 2021 | Magic Hotel Tours, Monastir | Cemento    | Ni Ma Zhuoma | Luksika Kumkhum Nikol Paleček         | 6-1, 4-6, [10-2] |
| 2. | 9 aprile 2022    | Magic Tours, Monastir       | Cemento    | Wang Meiling | Victoria Muntean Rebeka Stolmár       | 6–2, 4–6, [10–3] |
| 3. | 21 maggio 2022   | Magic Tours, Monastir       | Cemento    | Wei Sijia    | Mei Hasegawa Chihiro Takayama         | 6-1, 6-1         |
| 4. | 28 maggio 2022   | Magic Tours, Monastir       | Cemento    | Wei Sijia    | Valeria Koussenkova Milana Žabrailova | 6-3, 6-3         |
| 5. | 11 giugno 2022   | Magic Tours, Monastir       | Cemento    | Wei Sijia    | Abigail Amos Arabella Koller          | 6-0, 6-1         |
| 6. | 25 giugno 2022   | Magic Tours, Monastir       | Cemento    | Wei Sijia    | Yuka Hosoki Eri Shimizu               | 6-3, 6-3         |

#### Sconfitte (8)
| Torneo $100.000 (0) |
| Torneo $80.000 (0)  |
| Torneo $60.000 (0)  |
| Torneo $40.000 (1)  |
| Torneo $25.000 (1)  |
| Torneo $15.000 (6)  |

| N. | Data             | Torneo                                              | Superficie | Compagna         | Avversaria in finale              | Punteggio           |
| 1. | 2 aprile 2022    | Magic Tours, Monastir                               | Cemento    | Wang Meiling     | Yasmine Mansouri Nina Radovanovic | 5-7, 3-6            |
| 2. | 9 luglio 2023    | Magic Tours, Monastir                               | Cemento    | Cho I-hsuan      | Valentina Ivanov Lisa Mays        | 4–6, 7–6(2), [8–10] |
| 3. | 6 agosto 2022    | Magic Tours, Monastir                               | Cemento    | Nina Radovanovic | Saki Imamura Priska Nugroho       | 3-6, 2-6            |
| 4. | 17 giugno 2023   | Women's Tianjin, Tientsin                           | Cemento    | Liu Yanni        | Wang Jiaqi Yang Yidi              | 5-7, 4-6            |
| 5. | 24 febbraio 2024 | Thailand ITF World Tennis Tour, Nakhon Si Thammarat | Cemento    | Zheng Wushuang   | Guo Meiqi Xiao Zhenghua           | 3-6, 4-6            |
| 6. | 2 marzo 2024     | Thailand ITF World Tennis Tour, Nakhon Si Thammarat | Cemento    | Zheng Wushuang   | Lee Ya-hsin Cody Wong             | 3-6, 5-7            |
| 7. | 15 luglio 2024   | Women's Taizhou, Taizhou                            | Cemento    | Wang Meiling     | Cho I-hsuan Cho Yi-tsen           | 6–2, 6(5)-7, [7–10] |
| 8. | 24 agosto 2024   | Women's Kunshan, Kunshan                            | Cemento    | Li Yu-yun        | Lee Ya-hsin Cody Wong             | 5-7, 4-6            |